# オリエンタルコンサルタンツホールディングス
株式会社オリエンタルコンサルタンツホールディングスは、東京都渋谷区に本社を置く建設コンサルタントの持株会社である。事業は、「社会資本整備」だけにとどまらず、「防災・減災・安全確保・リスク管理」、「社会福祉」、「教育・人材育成」、「企業経営・ISO」など、多様な市場においてグローバルなコンサルタント・ビジネスを展開している。関連するその他の業務へも多様な展開を図るため、グループ企業をそろえて活動している。

## 沿革
- 2006年
  - 8月28日 - 株式会社オリエンタルコンサルタンツから株式移転により、株式会社ACKグループ設立。
  - 9月 - 株式会社アサノ建工を子会社化。
- 2007年
  - 3月 ‐ 大成基礎設計株式会社を子会社化。
  - 4月 - 吉井システムリサーチ株式会社を子会社化。
- 2009年1月 - 株式会社ワールドが株式会社オリエスセンターを吸収合併し、株式会社エイテックに商号変更。
- 2011年
  - 10月 - 吉井システムリサーチが株式会社オリエスシェアードサービスを吸収合併し、株式会社リサーチアンドソリューションに商号変更。
  - 12月 - 大成基礎設計がアサノ建工を吸収合併し、株式会社アサノ大成基礎エンジニアリングに商号変更。
- 2018年12月 - 商号をオリエンタルコンサルタンツホールディングスへ変更[1]。

## 関連会社
- 株式会社オリエンタルコンサルタンツ
- 株式会社オリエンタルコンサルタンツグローバル
- 株式会社アサノ大成基礎エンジニアリング
- 株式会社エイテック
- 株式会社中央設計技術研究所
- 株式会社リサーチアンドソリューション